# Synonchiella hopperi
Synonchiella hopperi är en rundmaskart som beskrevs av Ott 1972. Synonchiella hopperi ingår i släktet Synonchiella och familjen Selachinematidae. Inga underarter finns listade i Catalogue of Life.